# Carantină în Boston
Carantină în Boston (titlu original: Adrenalin: Fear the Rush) este un film american SF de acțiune din 1996 regizat de Albert Pyun. Rolurile principale au fost interpretate de actorii Christopher Lambert și Natasha Henstridge.

## Prezentare
Povestea are loc plasat într-un viitor alternativ în 2007, când Federația Rusă s-a prăbușit și Europa de Est este în tulburări. Din acest haos, un virus necunoscut acoperă pământul și în cele din urmă Statele Unite.

## Distribuție
- Christopher Lambert - Officer Lemieux
- Natasha Henstridge - Officer Delon
- Norbert Weisser - Cuzo
- Elizabeth Barondes - Wocek
- Xavier Declie - Volker
- Craig Davis - Suspect
- Nicholas Guest - Captain B. Rennard
- Andrew Divoff - CIA Operative Phillip Sterns
- Jon Epstein - General Waxman